# Чорний берег
«Чорний берег» (англ. The Bleak Shore) — коротке оповідання Фріца Лайбера в жанрі меч і чари про Фафгрда та Сірого Мишолова опубліковане в листопаді 1940 журналом Unknown.

## Сюжет
Фафгрд та Сірий Мишолов на невеликому судні направляються до Чорного узбережжя щоб зняти древнє прокляття.
Вони відпускають назад судно з командою, оскільки вважають свою місію суїцидальною.
Їм доводиться зіткнутись з чаклуном і броньованими воїнами, що вилуплюються з чорних яєць.